# 氟磷酸
氟磷酸是一种无机化合物，化学式 H2PO3F。它是一种无色液体。

## 制备
氟磷酸可以由五氧化二磷和氢氟酸反应而成。纯度较低的氟磷酸也可以由三氟氧磷的水解而成，会先形成二氟磷酸：
{\displaystyle {\ce {POF3 + H2O -> HPO2F2 + HF}}}
二氟磷酸继续水解成氟磷酸：
{\displaystyle {\ce {HPO2F2 + H2O -> H2PO3F + HF}}}

## 性质
氟磷酸是一种无色液体，和水混溶。

## 用处
氟磷酸可用于零件清洗，也是一种抛光剂和催化剂。
它的钠盐，氟磷酸钠是一种牙膏添加剂，可防止蛀牙。